# Hebe (roślina)

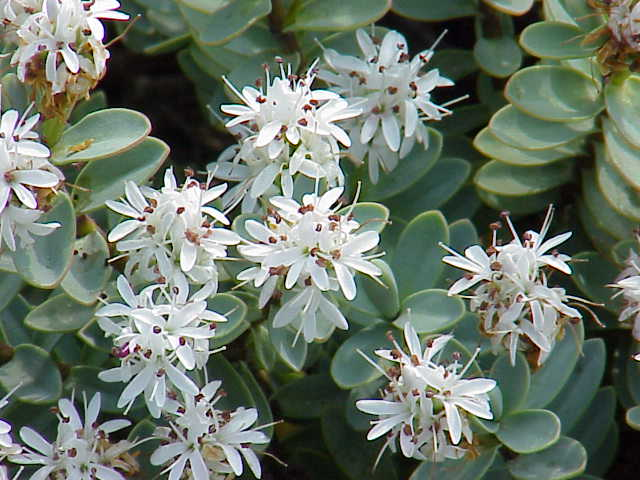
Hebe pinguifolia

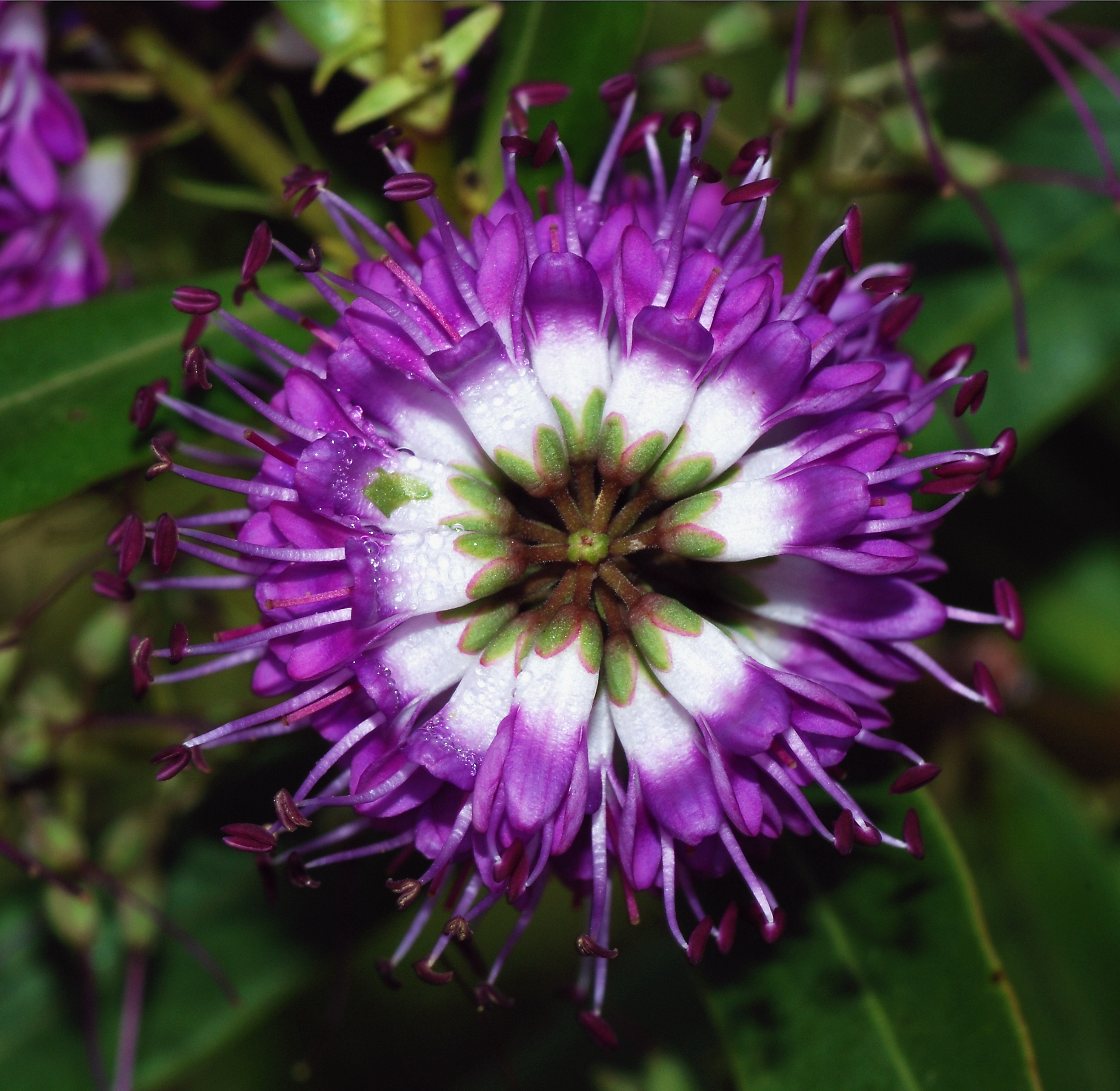
Hebe ×franciscana

Hebe – rodzaj roślin zaliczany w różnych ujęciach taksonomicznych do rodziny trędownikowatych, przetacznikowatych lub babkowatych. Należy do niego około 100 gatunków krzewów, pochodzących większości z Nowej Zelandii, a także z Francuskiej Polinezji, Falklandów i Ameryki Południowej. Występują w bardzo różnych rozmiarach – od kilku centymetrów do kilku metrów wysokości, rosną w różnorodnych ekosystemach – od morskich wybrzeży aż po górskie zbocza. Nazwę tych roślin zapożyczono od imienia greckiej bogini młodości – Hebe.

## Systematyka
Należy do plemienia  Veroniceae, rodziny babkowatych (Plantaginaceae)  Juss., która jest jednym z kladów w obrębie rzędu jasnotowców (Lamiales) Bromhead z grupy astrowych spośród roślin okrytonasiennych.
Pozycja w systemie Reveala (1993-1999)
Gromada okrytonasienne (Magnoliophyta Cronquist), podgromada Magnoliophytina Frohne & U. Jensen ex Reveal, klasa Rosopsida, Batsch, podklasa jasnotowe (Lamiidae Takht. ex Reveal), nadrząd Lamianae Takht., rząd jasnotowce (Lamiales Bromhead), rodzina trędownikowate (Scrophulariaceae Juss.), rodzaj hebe (Hebe Comm. ex Juss.).
Gatunki uprawiane
- Hebe albicans (Petrie) Cockayne
- Hebe ×andersonii (Lindl. & Paxton) Cockayne – hebe Andersona
- Hebe armstrongii (J. Y. Johnson ex J. B. Armstr.) Cockayne & Allan – hebe Armstronga
- Hebe cupressoides (Hook. f.) Cockayne & Allan – hebe cyprysowata
- Hebe diosmifolia (R. Cunn. ex A. Cunn.) Cockayne & Allan
- Hebe elliptica (G. Forst.) Pennell – hebe eliptyczna
- Hebe ×franciscana (Eastw.) Souster
- Hebe glaucophylla (Cockayne) Cockayne
- Hebe haastii Cockayne & Allan
- Hebe hulkeana (F. Muell.) Cockayne & Allan
- Hebe leiophylla (Cheeseman) Cockayne & Allan
- Hebe macrantha (Hook. f.) Cockayne & Allan
- Hebe menziesii (Benth.) Cockayne & Allan
- Hebe ochracea Ashwin – hebe ochrowata
- Hebe odora (Hook. f.) Cockayne
- Hebe pimeleoides (Hook. f.) Cockayne & Allan – hebe pimelowata
- Hebe pinguifolia (Hook. f.) Cockayne & Allan
- Hebe propinqua (Cheeseman) Cockayne & Allan
- Hebe rakaiensis (J. B. Armstr.) Cockayne
- Hebe ramosissima G.Simpson & J.S.Thomson
- Hebe salicifolia (G. Forst.) Pennell – hebe wierzbolistna
- Hebe speciosa (R. Cunn. ex A. Cunn.) Cockayne & Allan – hebe okazała
- Hebe stricta (Banks & Sol. ex Benth.) L. B. Moore
- Hebe venustula (Colenso) Cockayne

## Zastosowanie
Wiele gatunków jest uprawianych jako rośliny ozdobne. W krajach o ciepłym klimacie są uprawiane jako rośliny ogrodowe, w Polsce ze względu na klimat uprawiane są rzadko tylko niektóre gatunki.